# 劳乃宣
勞乃宣（1843年—1921年），字季瑄，号玉初，一号玉磋，別署矩齋，晚號韌叟，原籍浙江桐鄉，生于直隸廣平（今河北永年）。清末官員，學者。

## 生平
曾祖勞瑾是乾隆四十九年甲辰科进士，同治十年（1871年）進士，光绪五年後歷任臨榆、南皮、完縣、吳橋等地知縣。對義和團甚為反感，主張加以鎮壓，著有《義和拳教門源流考》一文，認為義和團起源於白蓮教，但此說後來有歷史學者提出質疑，現在依然莫衷一是。
光緒二十七年（1901年）任浙江求是大学堂总理，次年改浙江大学堂总理。光緒三十四年（1908年）升四品京堂候补，任憲政編查舘參議，政务处提调。宣统二年（1910年），钦选资政院硕学通儒议员。宣統三年（1911年），11月，任京師大學堂（北京大學前身）總監督，兼署學部副大臣及代理大臣。他還曾任資政院議員。
清亡後成為遗老，堅不出仕，隐居淶水、青岛，期间曾帮助尉礼贤研究汉学、创立尊孔文社，执教于礼贤书院。1914年著成《共和正解》《共和续解》《君主民主平议》三文，并对“共和”制度有一番新解释，曾建议大总统袁世凯仿效西周末年的周公召公共和，代替清室摄政十年，待溥仪成年后再奉还大政，袁世凯对此不置可否。后参与張勳、康有為、陳寶琛等發動的丁巳復辟，在张勋内阁中任法部尚书，数日后复辟旋即失败仍重新归隐。民國十年（1921年）7月21日，病逝於曲阜，年七十九岁。
其子勞子喬素行不良，與瑞澄、岑春煊合稱「京城三惡少」。

## 學術成就
勞乃宣是著名的等韻學家，著有《等韻一得》。他也曾參與清末的切音字運動（即拼音文字運動），依王照的「官話合聲字母」增訂成「合聲簡字」，除了《京音譜》（北京話）外，還有《寧音譜》（南京話）、《吳音譜》（蘇州話）和《閩廣音譜》（廣州話）等方言切音字。在施行策略上，他主張「隨地增撰通其變，有增無減統其同」。這套方案曾得端方、周馥等大臣的支持，在不同地方舉辦過學堂，並曾交清末資政院審議。

## 轶闻
根据张勋复辟失败后没几天出版的《复辟之黑幕》，劳乃宣作为大清遗民，颇好面子，隐居青岛时每天以念八股文和写白折度日。到了张勋复辟时被任命为法部尚书，去琉璃厂买《大清律例》阅读，却被其好友讥之为“临时抱佛脚”而且所念的已不合时宜，结果劳乃宣不高兴，回以“大清帝国自然用大清法律，此外我不欲观也”。
而且，当张勋复辟失败后，其他人都跑了的时候，劳乃宣竟说他被任命为法部尚书是“蒙圣恩高厚”，就算当官那几天什么都没做，但不能擅离职守，不然“越发对不住皇帝了”，而且甚至扬言只要“义军”入城，就悬梁自尽。结果当然是闻者认为劳乃宣“可笑亦可怜也。”

## 與尉禮賢相遇
卡爾·榮格的自傳（《回憶、夢、反思》(Memories, Dreams, Reflections)，373-377頁）中有一段關於他的朋友尉禮賢的內容，“在中國，他有幸遇到一個舊式學院派的聖人，這個聖人的內裡修煉已經達到很高的境界。這個聖人的名字是勞乃宣，他向衛禮賢介紹中國瑜伽中的哲學和易經中的心理學”。因有這兩個人的合作，我們才有了在翻譯的《易經》一書中絕妙的註解”。 可以推測，同樣的情況也發生在《金花的秘密：中國的生命之書》(Das Geheimnis der Goldenen Blüte:ein chinesisches Lebensbuch)這本關於中國瑜伽哲學的書中。 雖然衛禮賢的德文版最初於1929年秋天面世，也就是他死前的幾個月（根據貝尼斯的英文版序文），榮格在他給《金花的秘密》寫的序文中指出尉禮賢早先就將此書的手稿送給了他，並指出將此書付諸出版最先是榮格的主意。

## 延伸阅读
[在维基数据编辑]
 《清史稿/卷472》，出自趙爾巽《清史稿》